# Fort San Lucian
Fort San Lucian (malt. Forti San Luċjan), znany również jako Wieża św. Lucjana (malt. Torri ta' San Luċjan, ang. Saint Lucian Tower) lub Fort Rohan (malt. Forti Rohan) – duża, silnie ufortyfikowana wieża obserwacyjna oraz fort poligonalny w Marsaxlokk na Malcie.
Pierwotna wieża została zbudowana za czasów wielkiego mistrza Kawalerów maltańskich Alofa de Wignacourt, w okresie pomiędzy latami 1610–1611. wieże Wignacourta różnią się od wież Lascarisa oraz wież De Redina. Nie są prostymi wieżami obserwacyjnymi, a w zasadzie sporymi fortyfikacjami, umożliwiającymi stawianie oporu i stanowiącymi schronienie dla załogi. Bateria artyleryjska została dobudowana około roku 1715, w latach 1790. cały kompleks został zmodernizowany do poziomu fortu. W latach 1870. istniejący fort został przebudowany przez Brytyjczyków na fort poligonalny.
Wieża św. Lucjana jest drugą co do wielkości, po wieży św. Tomasza, wieżą strażniczą na Malcie. Dziś, wieża i fort mieszczą Malta Aquaculture Research Centre.

## Historia

### Wieża i bateria

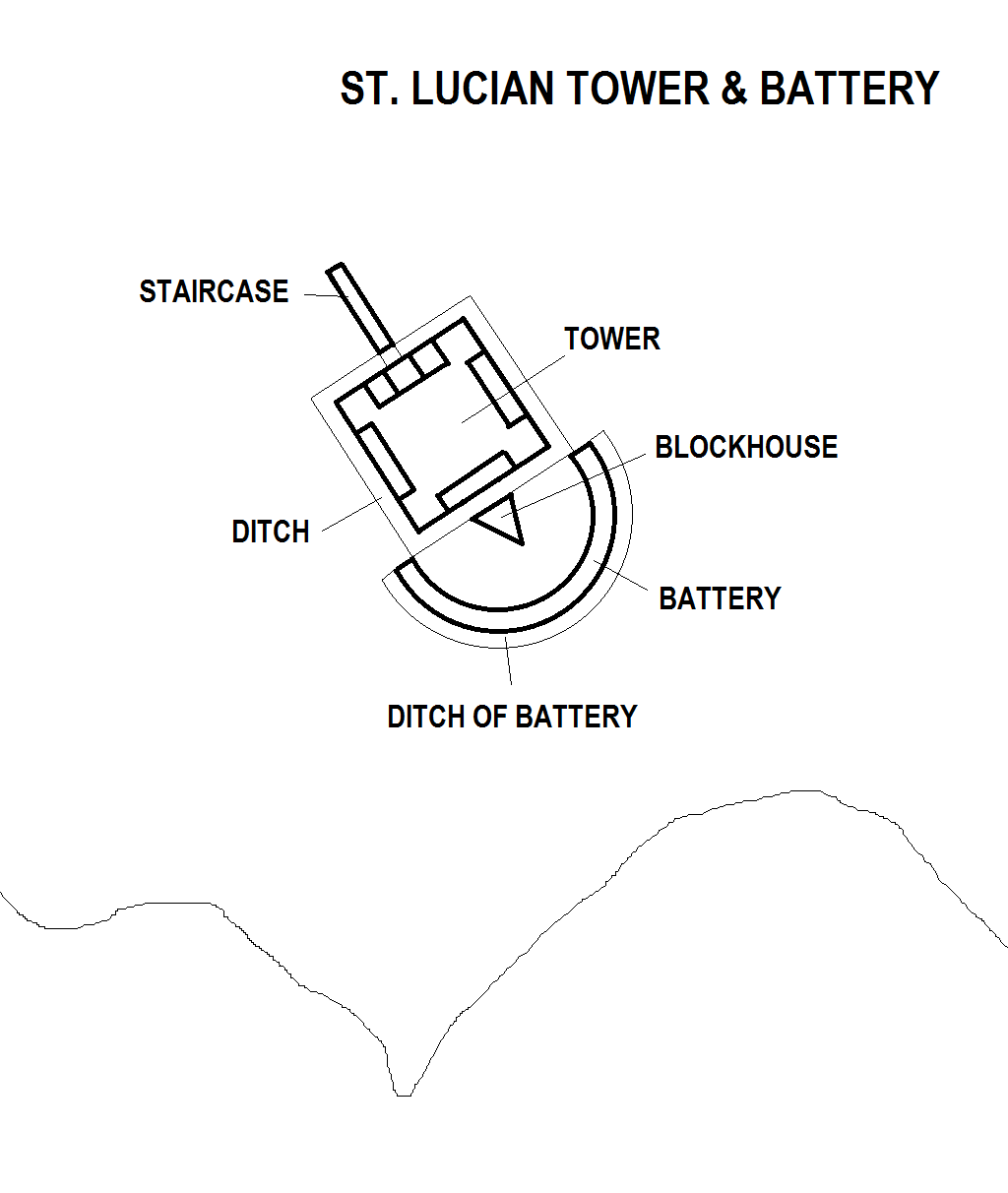
Mapa, pokazująca wieżę św. Lucjana oraz baterię w 1715 roku

Wieża Św. Lucjana została zbudowana w latach 1610–1611 na wysuniętym cyplu wewnątrz zatoki Marsaxlokk, na zachodniej części wyspy Malta. Projekt jest bardzo podobny do wieży Wignacourta w Saint Paul’s Bay, lecz w dużo większej skali. Twierdzi się, że zaprojektowana została przez maltańskiego architekta Vittorio Cassara, lecz jest to dyskusyjne, gdyż Cassar prawdopodobnie już nie żył, gdy rozpoczynano budowę wieży. Wieża znajduje się pomiędzy miejscowościami Marsaxlokk a Birżebbuġa.
Wieża św. Lucjana została po raz pierwszy wykorzystana w walce w lipcu 1614 roku, kiedy otworzyła ogień do floty tureckiej, chcącej wylądować w zatoce Marsaxlokk. Turcy wycofali się i wylądowali w zatoce św. Tomasza, splądrowali kilka miasteczek i pól uprawnych, zanim lokalna militia zmusiła ich do odwrotu. Wydarzenie to znane jest jako najazd na Żejtun.
Wieża posiadała pierwotnie 6 dział, amunicję i inne uzbrojenie. Wewnątrz murów znajdowała się mała kaplica, z tytularnym obrazem przedstawiającym męczeństwo św. Lucjana. W roku 1799 obraz został przeniesiony do kościoła parafialnego w Tarxien. Po zbudowaniu wież de Redina, w polu widzenia znajdowała się Wieża Delimara oraz Wieża Bengħisa. Obie zostały później zburzone.
W roku 1715 do wieży dobudowano półokrągłą baterię z blokhauzem w kształcie strzały.

### Fort Rohan

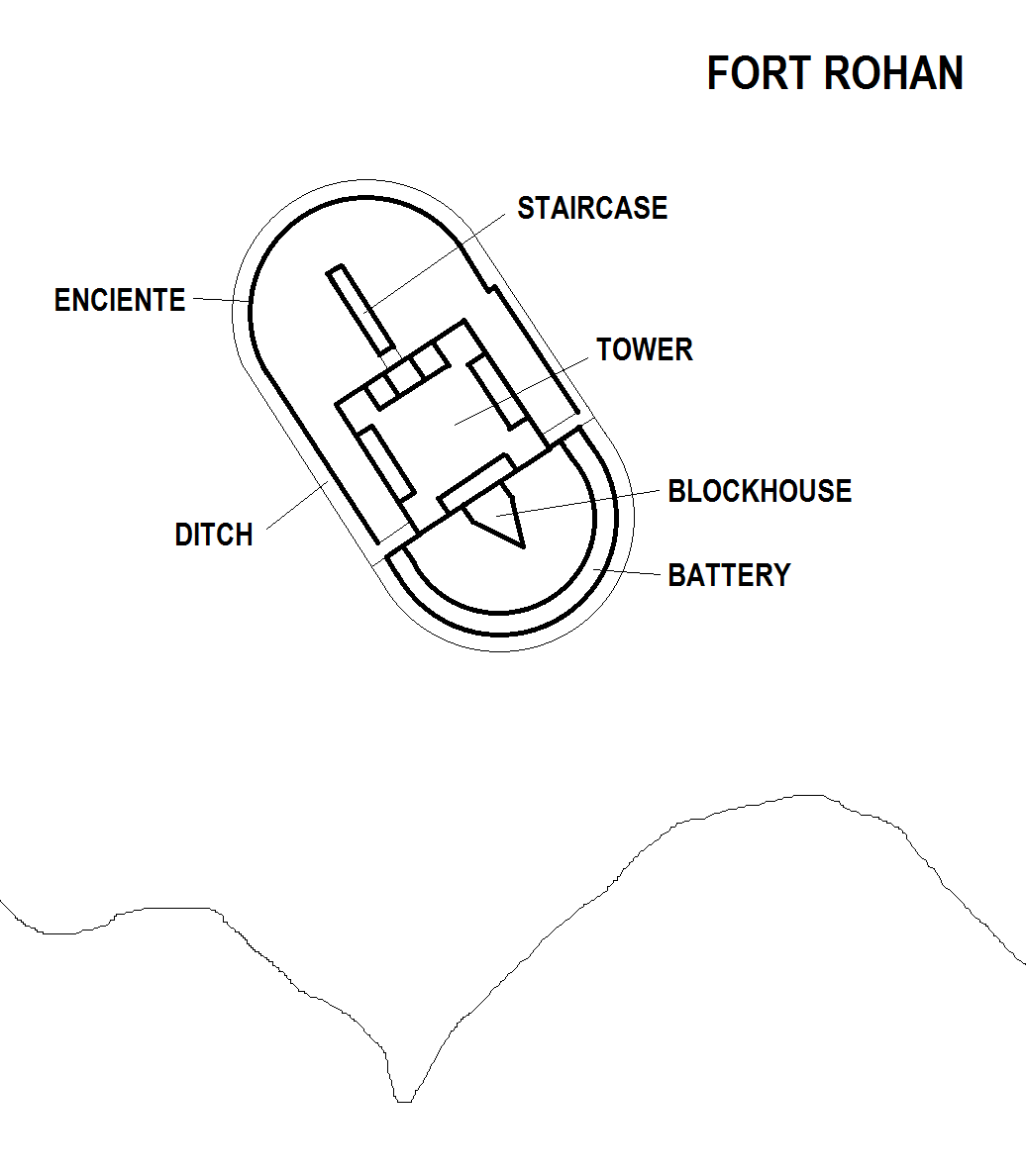
Mapa Fortu Rohan, zbudowanego w roku 1795

W latach 1792—1795 wieża i bateria zostały otoczone przez rów i zamknięte wewnątrz umocnienia (entrenchment). Projekt przebudowy wykonał wojskowy inżynier Antoine Étienne de Tousard, i cały kompleks został przemianowany na Fort Rohan, na cześć aktualnie rządzącego Wielkiego Mistrza Emmanuela de Rohan-Polduc.
W czasie francuskiej inwazji na Maltę w roku 1798, fort Rohan, dowodzony wtedy przez rycerza Laguérivière, był jednym z kilku fortów, które stawiły mocny opór siłom inwazyjnym. Kiedy Zakon opuścił Maltę, nazwa „Fort Rohan” przestała być używana, i zaczęto na powrót używać nazwy „Wieża św. Lucjana” lub „Fort San Lucian”.

### Umocnienie i reduta

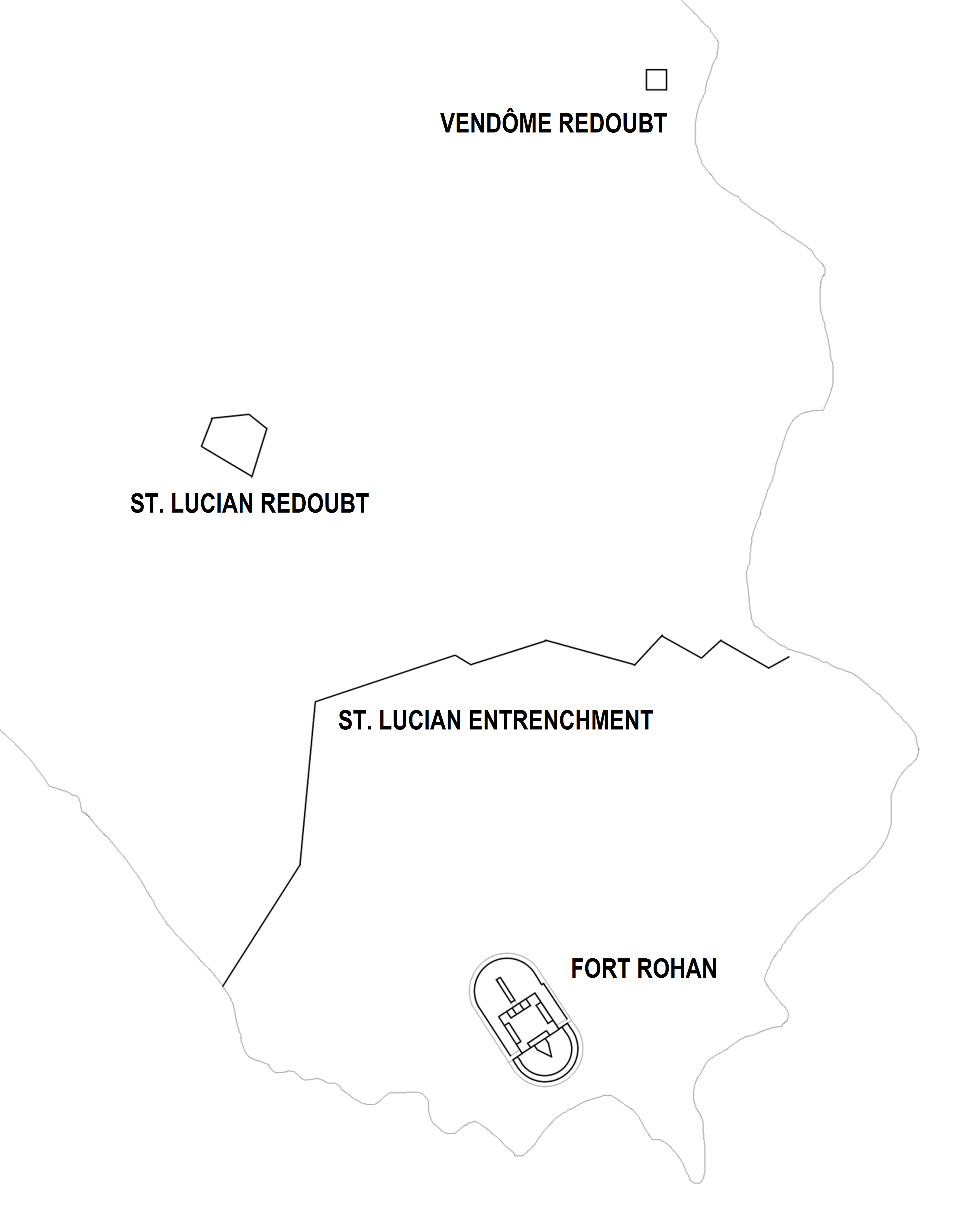
Mapa umocnienia (entrenchment) i reduty św. Lucjana, w stosunku do Fortu Rohan i reduty Vendôme

Podczas blokady Francuzów (1798–1800), fort Rohan został wybrany przez Brytyjczyków (będących sojusznikami maltańskich powstańców przeciwko Francuzom) jako zastępcza baza i punkt ewakuacyjny wojsk brytyjskich, w razie przybycia francuskich sił pomocniczych. W tym celu zbudowane zostało entrenchment – umocnienie św. Lucjana, biegnące od pobliża baterii Ferretti do reduty Vendôme, skutecznie odcinając cypel, na którym stoi wieża, od reszty wyspy. Umocnienie zostało zbudowane w roku 1799 przez wojsko brytyjskie, przy pomocy maltańskiego inżyniera wojskowego Matteo Bonavii. Reduta w kształcie diamentu, znana jako reduta św. Lucjana, zbudowana została w pewnej odległości od umocnienia, aby osłaniać wycofujące się wojsko. Tak reduta, jak i umocnienie zostały zburzone po blokadzie; dziś nie można znaleźć po nich śladu.

### Fort San Lucian

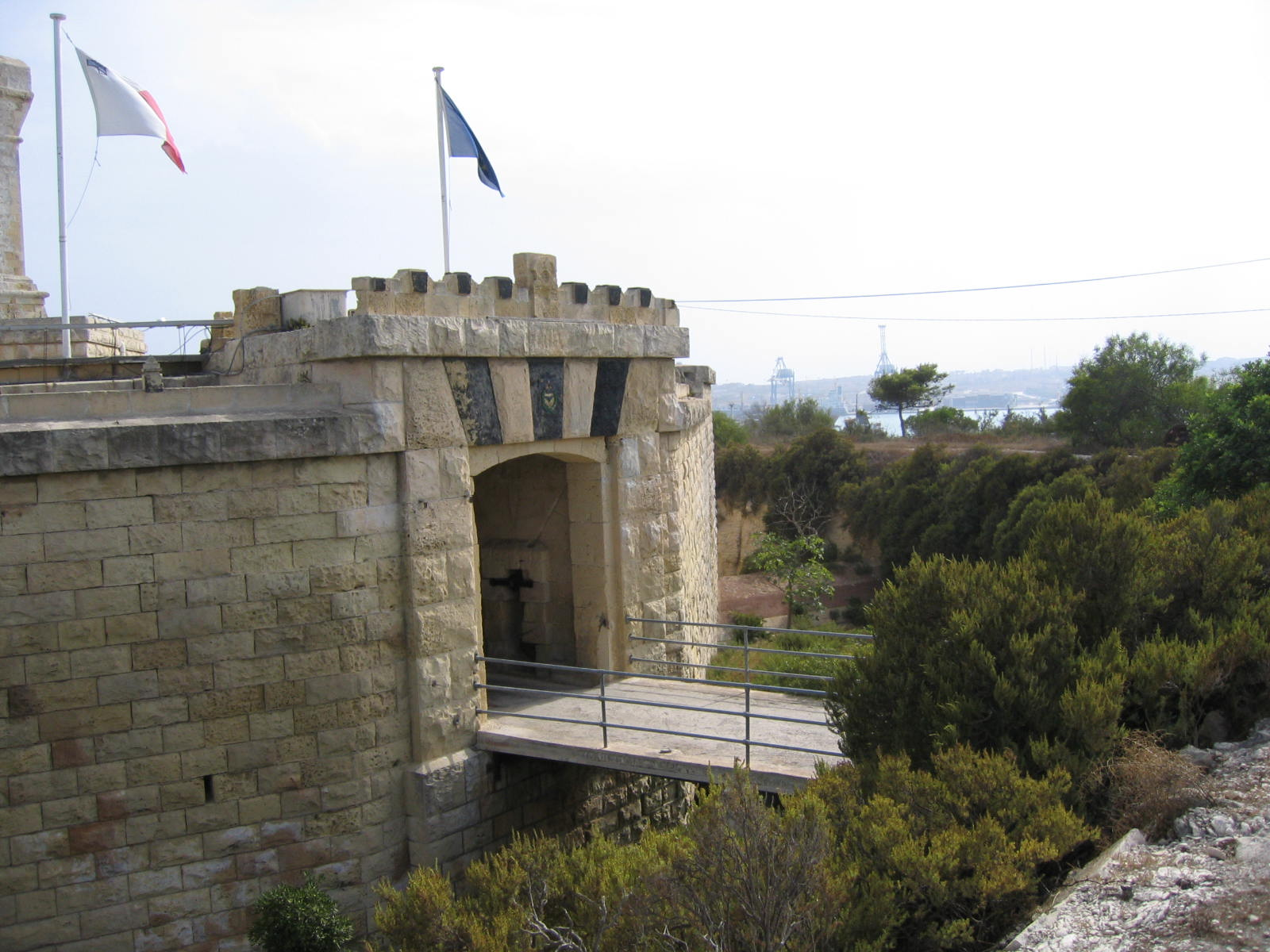
Wartownia przy bramie i rów obronny z epoki wiktoriańskiej

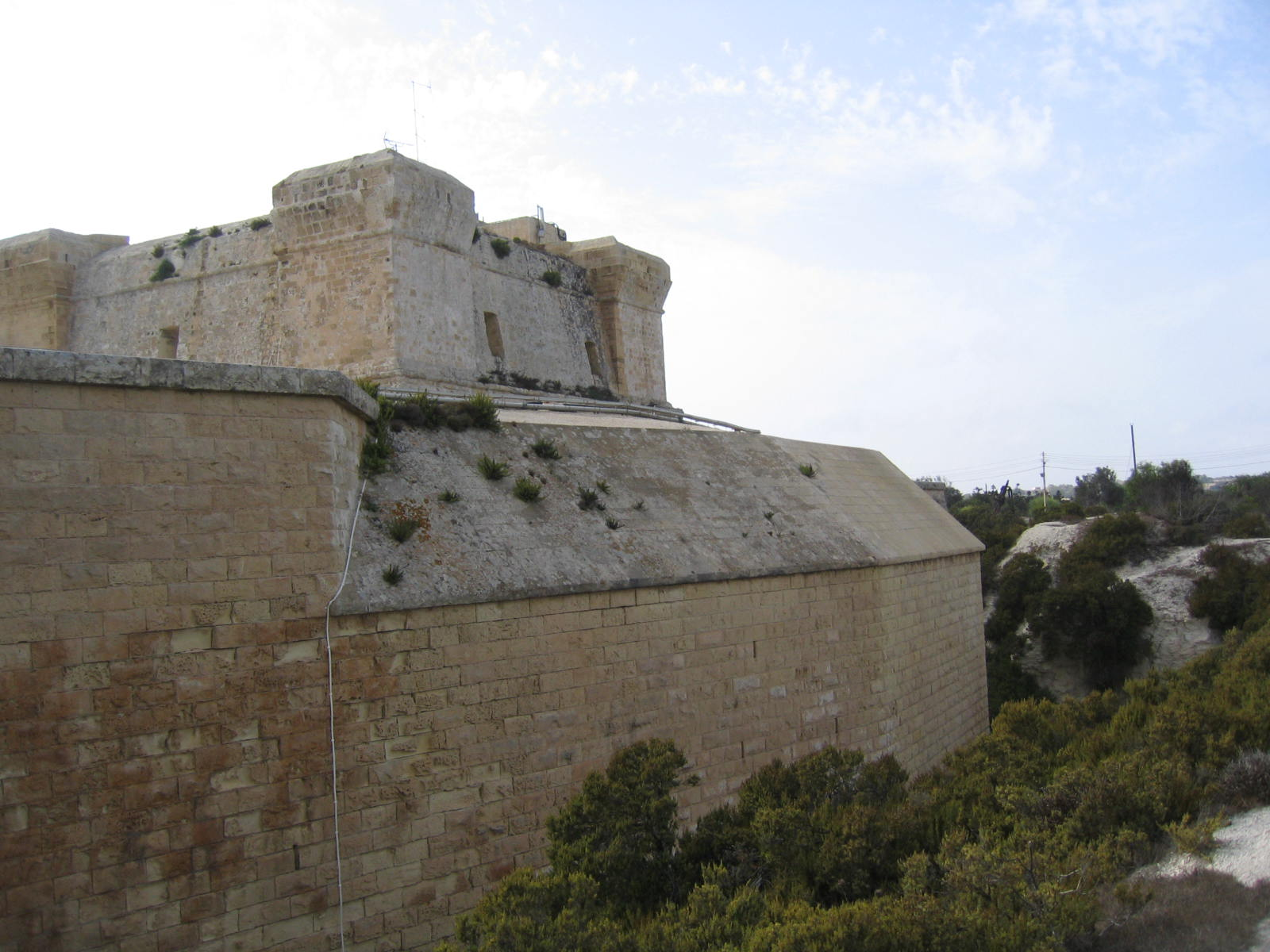
Skarpa i rów obronny baterii z epoki wiktoriańskiej

Kiedy Malta przeszła na dobre pod kontrolę Brytyjczyków, zaczęli oni poszerzać fort, i oryginalna wieża stała się teraz rdzeniem wiktoriańskiej twierdzy. W latach 1872–1878, bateria, ogrodzenie i schody wiodące do wieży zostały rozebrane. Zamiast tego zbudowany został fort poligonalny z kompletną instalacją, nazwany teraz Fort San Lucian. Został otoczony kaponierami, posiadał wgłębioną bramę oraz krętą rampę wejściową. Od strony morza wieża została przedłużona do formy niskiej baterii, z trzema dużymi kazamatami, skierowanymi frontem na przeciwny brzeg zatoki Marsaxlokk, na Fort Delimara. Fort był uzbrojony w działa RML 10 cali 18 ton. Fort San Lucian stanowił część sieci fortów broniących zatoki Marsaxlokk, w skład której wchodziły również Fort Delimara, Fort Tas-Silġ oraz Fort Benghisa.
Fort został wycofany z użytkowania w roku 1885, lecz w okresie pomiędzy II wojną światową a latami 1960. był używany jako skład bomb Royal Air Force. W czasie „zimnej wojny” w forcie San Lucian prawdopodobnie przechowywana była broń jądrowa. W pewnym czasie fort był też używany jako więzienie wojskowe. Przekazany został rządowi Malty po uzyskaniu przez nią niepodległości w roku 1964.
Wieża została wpisana na Listę Zabytków 1925.

## Współcześnie

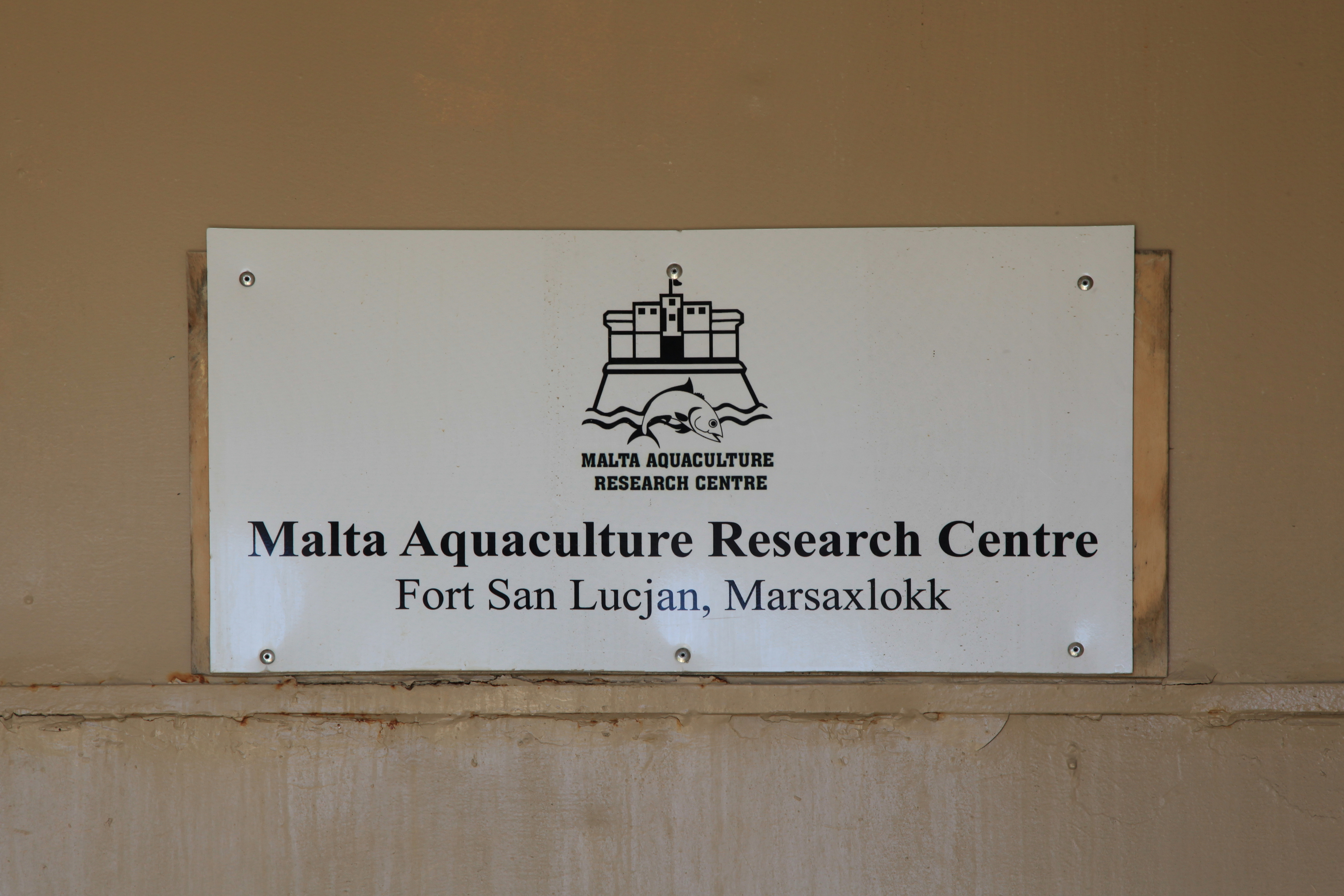
Dzisiaj fort mieści Malta Aquaculture Research Centre

Po przekazaniu fortu władzom Malty, zarządzanie nim przejął Uniwersytet Maltański, pierwotnie Wydział Architektury, później zaś powstała tam Stacja Biologii Mórz. W roku 1988 został przekazany do Ministerstwa Rolnictwa i Rybołówstwa, w celu umieszczenia tam National Aquaculture Centre, znanego dziś jako Malta Aquaculture Research Centre. Pozostaje w jego rękach do dziś, chociaż rząd rozważa jego przeniesienie.
Fort jest generalnie w dobrym stanie, choć od czasu umieszczenia w nim centrum morskiego, powstały pewne uszkodzenia. Rów obronny jest trochę zarośnięty, kazamaty są puste, działa dawno zniknęły. Kiedy aktualny najemca opuści fort, możliwe jest, że zostanie on odrestaurowany i stanie się atrakcją turystyczną.
Fort i wieża są dostępne do zwiedzania dla osób indywidualnych i małych grup (2-5 osób) w soboty rano. Większe grupy mogą umawiać termin zwiedzania fortu.
Wieża i fort zostały wpisana na listę National Inventory of the Cultural Property of the Maltese Islands.

## W popkulturze
- Wieża jest opisana w książce o fikcyjnej akcji Il-Misteru ta' San Luċjan (Tajemnica Świętego Lucjana), autorstwa Charlesa Casha, wydanej w roku 1997
- Wieża została przedstawiona na znaczku Suwerennego Zakonu Maltańskiego z roku 1972[15], oraz na znaczku Malty z roku 2006.[16]